# Élie-Jean Vézien
 (octobre 2021).
Élie-Jean Vézien né à Marseille le 18 juillet 1890, mort dans la même ville le 7 septembre 1982 est un sculpteur et graveur-médailleur français.

## Biographie
Né à Marseille le 18 juillet 1890, Élie-Jean Vézien entre en 1904 en apprentissage chez un orfèvre marseillais qui lui apprend la gravure et l’inscrit à l’école des Beaux-Arts de Marseille. En 1911 il obtient une bourse pour poursuivre ses études à Paris, mais il doit faire son service militaire. Il est ensuite reçu premier au concours d’entrée aux Beaux-arts de Paris en mai 1914 ; comme la plupart de ses condisciples, en août 1914, il est mobilisé. Il est blessé le 21 mars 1916 et fait prisonnier à Verdun. Après sa libération en octobre 1919 il reprend ses études et obtient en 1921 le 1er grand prix de Rome. Il obtient de nombreuses autres distinctions : médaille d’or au Salon des artistes français en 1931 et à l’exposition de Paris en 1937. Sa carrière prend alors un grand développement.
Professeur aux Beaux-arts de Marseille, il en devient le directeur de 1942 à 1961 puis directeur honoraire. Ses mérites le font élire membre correspondant de l’Institut et membre de l’Académie de Marseille où il est élu le 15 avril 1943 et  succède à Constant Roux. Il travaille également aux côtés du graveur général Lucien Bazor sur des essais monétaires, remportant le concours national des nouvelles monnaies de l’État (pièces de 10 et 20 francs, non émises).
Il milite au sein d’associations d’anciens combattants. Dans le domaine social il apporte son aide avec une grande discrétion.

## Distinctions
Élie-Jean Vézien est nommé chevalier dans l'ordre national de la Légion d'honneur en 1935.

## Hommage
Une rue de Marseille porte son nom.

## Œuvres
En 1906 Élie-Jean Vézien qui n’a que 16 ans, réalise un bas-relief représentant Saint-Michel terrassant le dragon ; cette œuvre est placée à l’angle de la rue des Trois-Frères-Barthélemy et de la rue de Tilsit à Marseille.
On lui doit différentes statues et bas-reliefs dans plusieurs églises aussi bien en France (Paris, Marseille) qu’à l’étranger (Alexandrie). On peut citer : la statue de Sainte-Thérèse de l’Enfant-Jésus dans l’église des Augustins à Marseille, les statues de Jeanne d’Arc, Sainte Thérèse, Saint Joseph et du Sacré-Cœur dans la chapelle de l’ossuaire de Douaumont à Verdun.
En 1936, à l’occasion du centenaire de la mort de Maria Letizia Ramolino, mère de Napoléon 1er il réalise un buste en bronze du roi de Rome qui est érigé dans un petit jardin situé face à la maison de Napoléon à Ajaccio. Il réalise un grand nombre de statues. À Marseille se trouvent au stade Vélodrome  la statue de Gustave Ganay inaugurée le 18 mai 1939 et à la place Montyon la statue de Pierre-Antoine Berryer inaugurée le 29 février 1948 pour remplacer celle qui avait été réalisée en bronze par Jean-Auguste Barre en 1875 et fondue en 1942, dans le cadre de la mobilisation des métaux non ferreux. A Saint-Cannat est dressée en 1951 la statue du Bailli de Suffren. Au musée du quai Branly se trouve un buste de Champlain réalisé par ses soins. 
Il est, avec l’architecte Gaston Castel, un des sculpteurs avec Louis Botinelly et Antoine Sartorio à réaliser le monument commémoratif dédié à Alexandre Ier de Yougoslavie et à Louis Barthou placé à l’angle de la rue de Rome et des jardins de la Préfecture. Ce monument comporte deux colonnes, celle de droite représentant la France et celle de gauche la Yougoslavie, reliées par un bouclier sur lequel sont gravés le mot PAX et les blasons de la Yougoslavie et de la France. Tout autour du bouclier un motif de palme est interrompu par quatre reliefs : au sommet un hercule terrassant l'hydre de Lerne, à droite et à gauche une victoire portant dans chaque main une couronne mortuaire, et en bas une figure féminine représentant un gisant symbolisant la douleur. Devant le bouclier sont placées quatre allégories féminines : les deux de gauche, la justice et le droit, présentent le buste d'Alexandre Ier de Yougoslavie tandis que les deux de droite, la liberté et le travail, présentent celui de Louis Barthou. Élie-Jean Vézien a sculpté la colonne figurant la France, Louis Botinelly la colonne figurant la France et Antoine Sartorio les allégories féminines. Sur le socle monolithique est gravée la phrase : " La justice et le droit, la liberté et le travail, à l'ombre des forces des deux peuples, s'unissent dans le souvenir du roi Alexandre Ier et du président Barthou tombés pour la paix. "

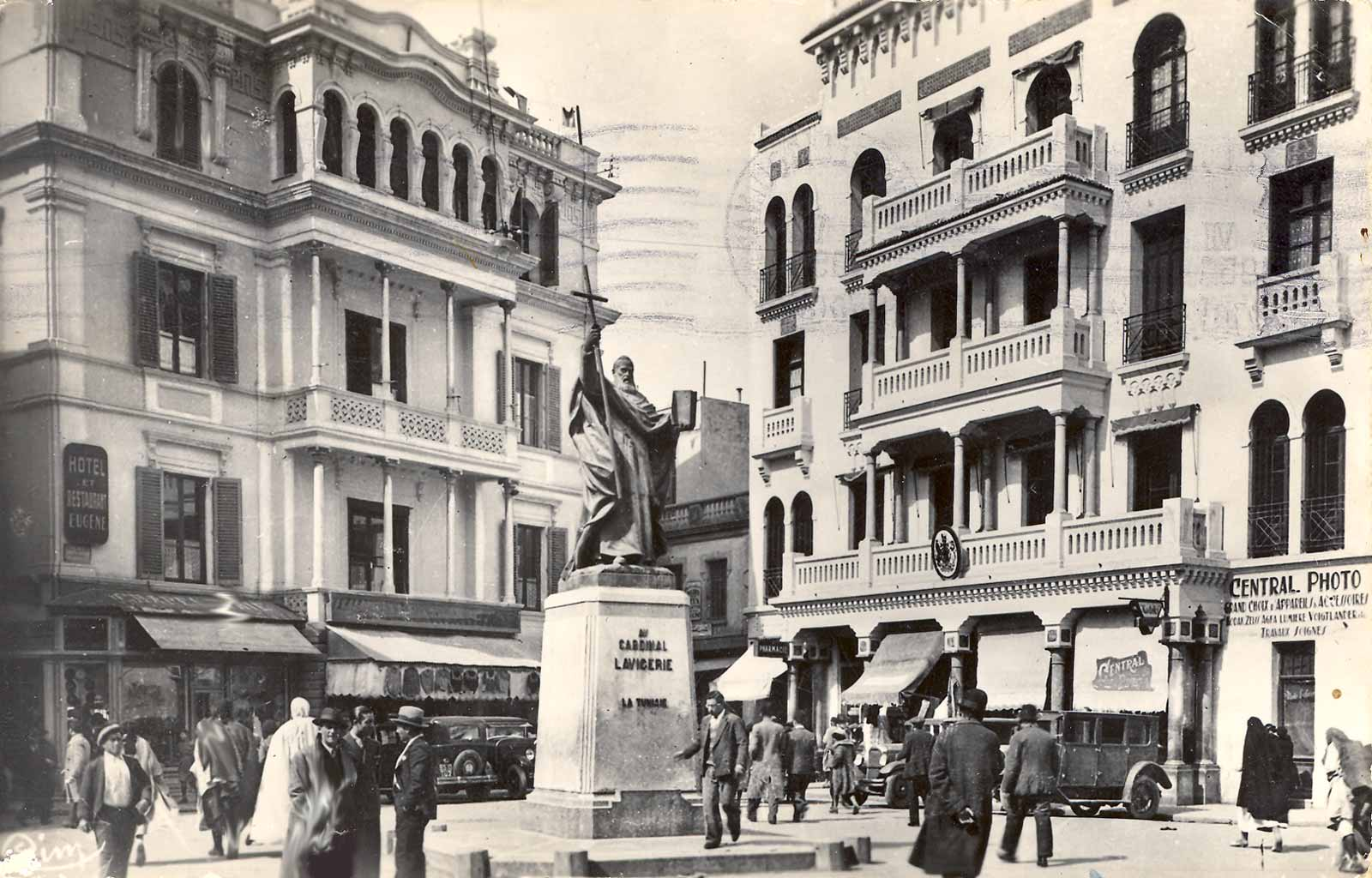
Statue du cardinal Charles Martial Lavigerie (1825-1892), place de Bourse à Tunis.

Il réalise une statue du cardinal Lavigerie qui sera placée à Tunis puis enlevée après l’indépendance. 
Il est également un médailleur de talent. On lui doit de nombreuses médailles éditées par la Monnaie de Paris : débarquement des alliés en Provence, Élie sur son char de feu, course de taureaux, Miguel de Cervantès, Académie des Sciences, Lettres et Arts de Marseille. Il réalise la médaille de la ville de Marseille représentant sur l’avers la légende du mariage de Protis et de Gyptis qui serait à l’origine de la fondation de Marseille et sur le revers une vue cavalière du vieux-port en 1943 fermé par les forts Saint-Jean et Saint-Nicolas.